# Batalla naval de Sorondo
La batalla naval de Sorondo fue un encuentro naval entre las escuadras republicana y española sucedido el 26 de marzo de 1812, en el marco de la guerra de Independencia de Venezuela.

## Antecedentes
Habiendo algunas provincias de Venezuela declarado su independencia el 5 de julio de 1811 la junta de gobierno en Caracas envió fuerzas militares para reprimir a las provincias de Coro, Maracaibo y Guayana que desconocían su autoridad y declaraban su lealtad a Regencia española de Cádiz, leal al rey Fernando VII.

## Batalla
El 2 de febrero de 1812 zarpó de Cumaná una expedición de 32 cañoneras mandadas por el alférez de navío Felipe Esteves, secundado por Juan Bautista Bideu.  Su objeto era penetrar el río Orinoco para en combinación con fuerzas de tierra apostadas en Soledad, Santa Cruz del Orinoco y Barrancas, tomar la ciudad de Angostura, capital de la Provincia de Guayana que había sido objeto de un golpe militar luego de un mes de haberse pronunciado a favor de la Junta Suprema de Caracas surgida tras el evento del 19 de abril de 1810.
Estas fuerzas entraron en el Orinoco por Pedernales y se dirigieron a Barrancas y fortalezas de la Antigua Guayana.  Sus acciones se llevaron a cabo en coordinación con las fuerzas de tierra a cargo del coronel Manuel Villapol, en Barrancas. Para neutralizar la ofensiva de Estévez zarpó una flotilla realista bajo el mando del oficial de marina Francisco de Sales Echeverría, quien fue derrotado el 27 de febrero en el caño Macareo. Los realistas regresaron a las fortalezas de la Antigua Guayana. La infantería de Villapol se hallaba situada en el cerro de Sorondo en la margen izquierda del Orinoco. 
Los republicanos formaron una línea para bloquear el río, apoyada por baterías en tierra, en Sorondo y en la costa del sur. El 25 de marzo zarparon nuevamente fuerzas navales realistas para romper el bloqueo, integradas por 6 goletas y 10 lanchas cañoneras; a bordo de estos buques iban 500 soldados de infantería. No habían transcurrido 2 horas cuando fueron avistados los republicanos en la ensenada de Naparime, conocida como de Sorondo. La escuadrilla realista de Guayana avanzó sin disparar hasta la distancia de unos 100 m de la republicana y entonces inició intenso fuego de bala y de metralla, lo cual obligó a la flota de Esteves a replegarse hasta el pie del cerro, donde formó nuevamente y reanudó el fuego.
En este primer día de combate, los realistas destruyeron 6 naves cañoneras que les cerraban el paso del río y con esta acción pusieron sus buques en condiciones de cortar la retirada de los republicanos. Durante la noche Esteves ordenó la construcción de una batería en la margen izquierda del río, al pie del cerro; trabajos ejecutados bajo el fuego de hostigamiento de los realistas. El 26 al amanecer (Jueves Santo), ya bien avanzada la batería, los republicanos procedieron a emplazar en ella parte de la artillería de los buques. Los realistas, al observar esta operación, rompieron el fuego de su artillería, el cual fue respondido por los republicanos. Después de este duelo de artillería, los realistas, que habían puesto fuera de combate a la mayor parte de las naves republicanas, procedieron al abordaje y así decidieron la acción a su favor.
La tropa de Villapol hizo una esforzada defensa en sus trincheras; pero tuvo que retirarse cuando observó la destrucción de la escuadra de Esteves al ser incendiados tres de sus buques mayores y el gran daño que recibían estas tropas por efecto de la metralla realista.  Los republicanos habían sufrido 260 muertos y 538 prisioneros. En el bando realista hubo 5 muertos y 8 heridos. En manos de Echeverría quedaron más de 20 lanchas; 2 goletas inglesas y 1 bergantín de comercio español, que habían sido capturados en el río; más de 40 cañones de diversos calibres; 39 quintales de pólvora en barriles y mucho armamento menor.  
Esta batalla, una de las más importantes en la historia naval del país, representó el fin de la Primera campaña por la liberación de la Provincia de Guayana, librada por los patriotas.